# Wyatt Russell

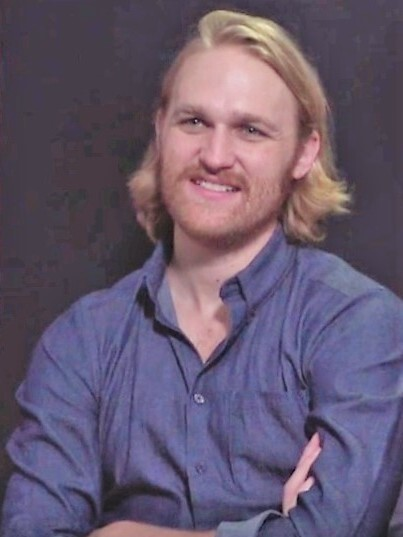
Wyatt Russell (2018)

Wyatt Russell (* 10. Juli 1986 in Los Angeles, Kalifornien als Wyatt Hawn Russell) ist ein US-amerikanischer Schauspieler und ehemaliger Eishockeytorwart.

## Leben
Wyatt Russell wurde als Sohn von Goldie Hawn und Kurt Russell in eine Schauspielerfamilie geboren. Seine Halbgeschwister aus Goldie Hawns früherer Ehe mit Bill Hudson sind Kate Hudson und Oliver Hudson, sein Großvater Bing Russell war ebenfalls Schauspieler. 2014 heiratete er die Stylistin Sanne Hamers, die er in den Niederlanden kennengelernt hatte. Die Ehe wurde 2017 geschieden. Bei den Dreharbeiten zur Filmkomödie Folk Hero & Funny Guy (2016) lernte er die Schauspielerin Meredith Hagner kennen, die er 2019 heiratete. 2021 wurden sie Eltern eines gemeinsamen Sohnes 2024 wurde ihr zweiter gemeinsamer Sohn geboren.

### Eishockey
Als Eishockeytorwart spielte er unter anderem für die kanadischen Mannschaften Langley Hornets (2003/04) und Coquitlam Express (2004/05) in der British Columbia Hockey League, die Brampton Capitals (2005–2007) sowie die US-amerikanischen Chicago Steel (2005/06). In Deutschland spielte er in der Saison 2008/09 für den EHC Timmendorfer Strand 06. In der Spielzeit 2009/10 stand er für den niederländischen GIJS Groningen im Tor. 2010 beendete er seine Eishockey-Karriere aufgrund einer Verletzung.

### Film und Fernsehen
Nach dem Ende seiner Eishockey-Karriere begann er einer Laufbahn als Schauspieler und war zunächst in Nebenrollen in Filmen wie Cowboys & Aliens (2011), Immer Ärger mit 40 (This Is 40) (2012) und Love and Honor – Liebe ist unbesiegbar (2013) zu sehen. 2014 spielte er in der Romanverfilmung Cold in July die Rolle des Gangsters Freddy Russel und wurde für seine Darstellung des Zook in der Komödie 22 Jump Street im Rahmen der Teen Choice Awards 2014 in der Kategorie Choice Movie: Breakout Star nominiert.
2016 hatte er als Jason eine Hauptrolle in der Komödie Folk Hero & Funny Guy, mit der er am Tribeca Film Festival Premiere feierte. Außerdem spielte er in der Filmkomödie Everybody Wants Some!! die Rolle des Charlie Willoughby. 2017 war er unter anderem in Table 19 – Liebe ist fehl am Platz mit Anna Kendrick als Teddy, als Ezra O’Keefe in Ingrid Goes West und als Ed Burton in Shimmer Lake zu sehen.
Im US-amerikanischen Horror-Kriegsfilm Operation: Overlord verkörperte er 2018 die Rolle von Corporal Lewis Ford, in der Fernsehserie Lodge 49 hat er als Sean „Dud“ Dudley eine weitere Hauptrolle. 2018 stand er außerdem für Dreharbeiten zum Mystery-Thriller The Woman in the Window von Joe Wright an der Seite von Amy Adams, Julianne Moore und Gary Oldman vor der Kamera. 2021 übernahm er in der MCU-Serie The Falcon and the Winter Soldier die Rolle von John Walker/Captain America/U.S. Agent. 2025 spielte er die Rolle erneut in Thunderbolts*, nachdem er eine alternative Version der Figur in der dritten Staffel der Animationsserie What If…? sprach.
2022 erhielten er und sein Vater Hauptrollen in der zum MonsterVerse gehörenden Serie Godzilla & The Titans von Apple TV+, die dann 2023 als Monarch: Legacy of Monsters veröffentlicht wurde.

## Auszeichnungen und Nominierungen
Teen Choice Awards 2014
- Nominierung für 22 Jump Street in der Kategorie Choice Movie: Breakout Star

## Filmografie (Auswahl)
- 1996: Flucht aus L.A. (John Carpenter’s Escape from L.A.)
- 1998: Star Force Soldier (Soldier)
- 2006: The Last Supper (Kurzfilm)
- 2010: High School – Wir machen die Schule dicht (High School)
- 2010: Law & Order: Los Angeles (Fernsehserie; Folge Hollywood)
- 2011: Cowboys & Aliens
- 2012: Immer Ärger mit 40 (This Is 40)
- 2013: We Are What We Are
- 2013: Love and Honor – Liebe ist unbesiegbar (Love and Honor)
- 2013: Arrested Development (Fernsehserie; Folge Völker(miss)verständigung/Colony Collapse)
- 2013: The Walking Dead (Webserie)
- 2014: Cold in July
- 2014: At the Devil’s Door / Home
- 2014: 22 Jump Street
- 2015: Prisoner (Kurzfilm)
- 2016: Everybody Wants Some!!
- 2016: Folk Hero & Funny Guy
- 2016: Black Mirror (Fernsehserie; Folge Erlebnishunger/Playtest)
- 2017: Ingrid Goes West
- 2017: Table 19 – Liebe ist fehl am Platz (Table 19)
- 2017: Goon: Last of the Enforcers
- 2017: Shimmer Lake
- 2018: Blaze
- 2018: Operation: Overlord (Overlord)
- 2018–2019: Lodge 49 (Fernsehserie)
- 2021: The Woman in the Window
- 2021: The Falcon and the Winter Soldier (Fernsehserie, 6 Folgen)
- 2022: Mord im Auftrag Gottes (Under the Banner of Heaven, Mini-Serie)
- 2023: Monarch: Legacy of Monsters (Fernsehserie)
- 2024: Night Swim
- 2024: What If…? (Fernsehserie, Episode 3x06)
- 2025: Thunderbolts*